# Academy of Achievement
A American Academy of Achievement, coloquialmente conhecida como Academy of Achievement, é uma organização educacional sem fins lucrativos que reconhece alguns dos indivíduos mais bem-sucedidos em diversos campos e lhes dá a oportunidade de se conhecerem. A Academia também reúne os líderes com promissores alunos de pós-graduação para orientação. A Academia hospeda um International Achievement Summit, que termina com uma cerimônia de premiação, durante a qual novos membros são introduzidos na Academia.

## História

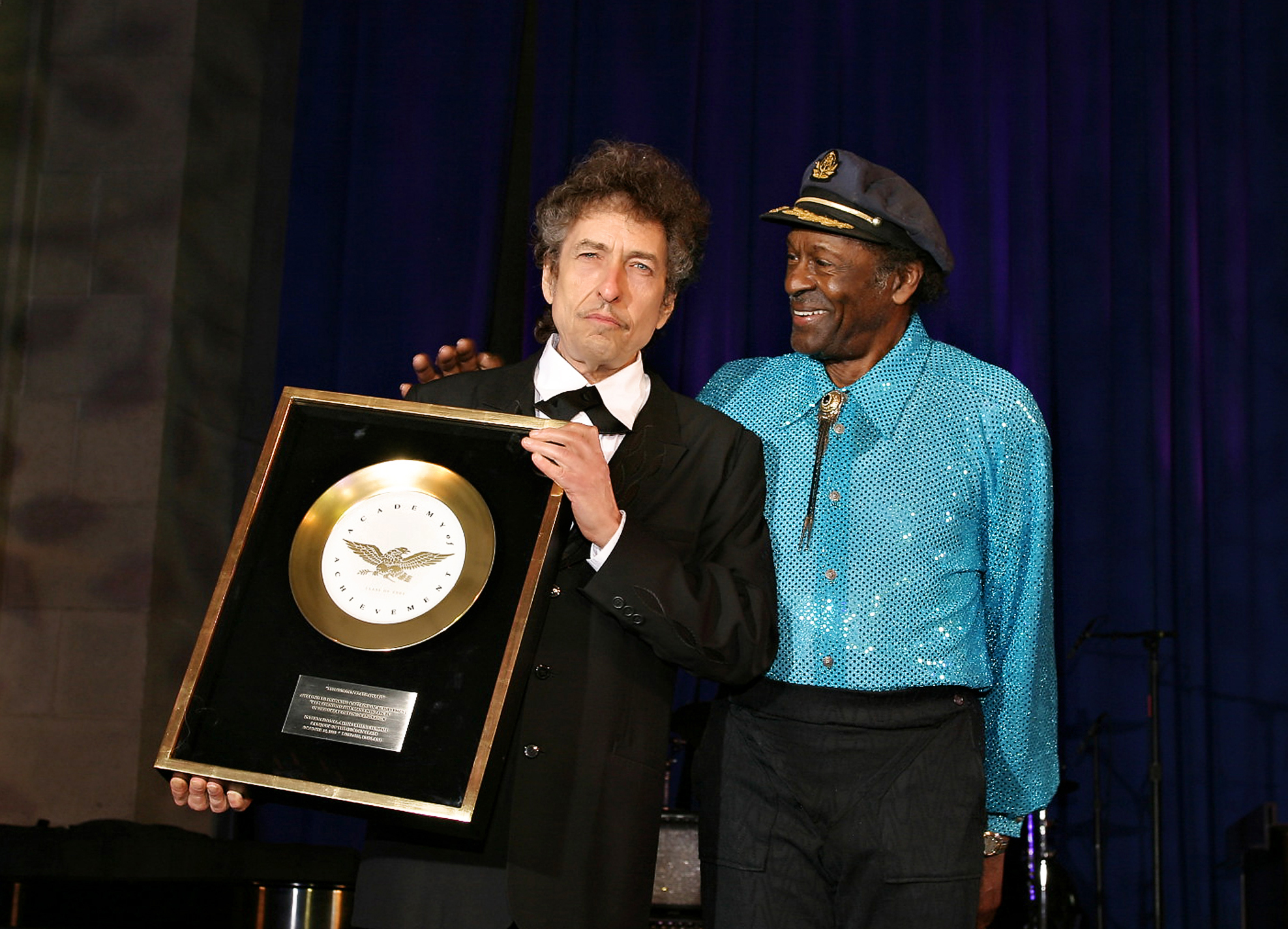
Chuck Berry apresenta o Golden Plate Award para Bob Dylan - Academy of Achievement Summit 2003 - D.C.

Fundada em 1961 pela Sports Illustrated e pelo fotógrafo da revista LIFE Brian Reynolds, a Academy of Achievement reconhece os maiores realizadores nos serviços públicos, negócios, ciência e exploração, esportes e artes. Reynolds estabeleceu a Academia depois que percebeu que as pessoas famosas que ele fotografava de diferentes áreas geralmente não tinham a oportunidade de interagir umas com as outras. A organização foi descrita em um artigo do San Francisco Chronicle de 1989 como "pouco divulgada, mas imensamente poderosa". De acordo com o Dr. William DeVries, que ajudou a desenvolver o primeiro coração artificial, “É uma rede social. Como um clube. Agora posso ligar para Chuck Yeager ou Philip 'Bo' Knight e eles retornarão minhas ligações e me convidarão para sair. Prometi a mim mesma que nunca pediria dinheiro às pessoas aqui, mas conheço muitos cientistas que pedem.”  Reynolds também queria reunir líderes altamente talentosos com alunos promissores para inspirá-los. Na cúpula de 1990 em Chicago, por exemplo, estudantes delegados "esfregaram os ombros" com Ronald Reagan, Maya Angelou e Michael Jordan, e em 1995, os melhores estudantes se encontraram com candidatos, incluindo George H. W. Bush, Ruth Bader Ginsburg, Lady Bird Johnson, Robin Williams, Mike Krzyzewski e Rosa Parks.

### Achievement Summit

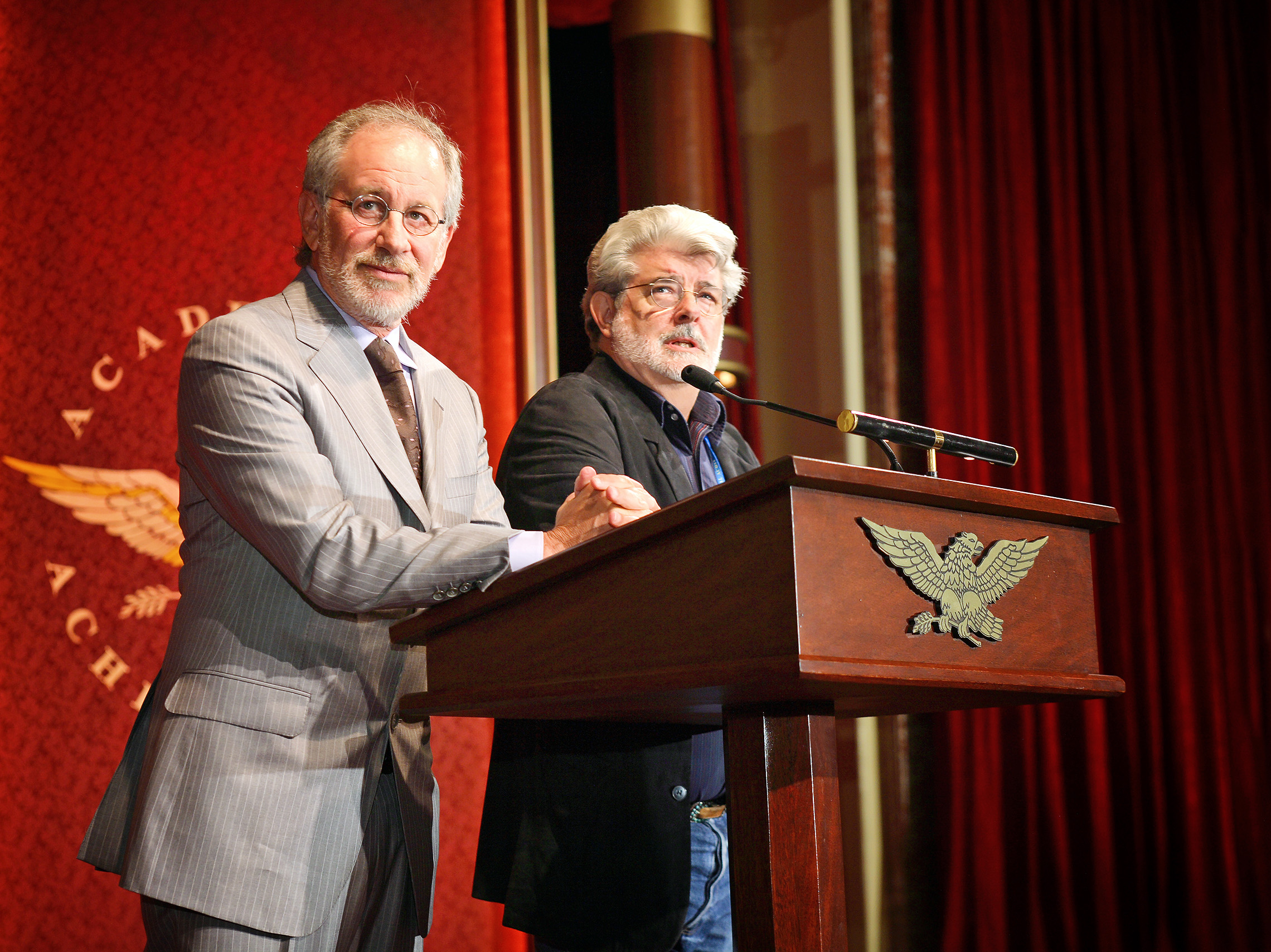
Os anfitriões da cúpula de 2006, Steven Spielberg e George Lucas, dão as boas-vindas aos delegados e membros da Academia no International Achievement Summit em Los Angeles

A cúpula anual tem a participação de estudantes de pós-graduação e jovens inovadores dos Estados Unidos e do exterior, como Sergey Brin e Larry Page, estudantes de graduação em ciência da computação que mais tarde fundaram o Google. As cúpulas tiveram a participação original de alunos do ensino médio escolhidos com base em seu desempenho acadêmico e atividades extracurriculares. Antecedendo o jantar de premiação são três dias de painéis, apresentações e diálogos informais entre os alunos e candidatos. Muitos homenageados voltam vários anos para participar de painéis, programação e networking.

### Destinatários notáveis do prêmio Golden Plate
| Recipiente          | Categoria       | Ano  | Notas               |
| ------------------- | --------------- | ---- | ------------------- |
| Muhammad Ali        | Esporte         | 1986 | [ 15 ]              |
| Jeff Bezos          | Negócios        | 2001 | [ 16 ] [ 15 ]       |
| Simone Biles        | Esporte         | 2017 | [ 17 ] [ 15 ]       |
| Sergey Brin         | Negócios        | 2004 | [ 5 ] [ 18 ] [ 15 ] |
| Francis Crick       | Ciência         | 1987 | [ 6 ] [ 15 ]        |
| Bob Dylan           | Artes           | 2003 | [ 15 ]              |
| Gerald Ford         | Serviço Público | 1971 | [ 19 ] [ 15 ]       |
| Aretha Franklin     | Artes           | 1999 | [ 15 ]              |
| Bill Gates          | Negócios        | 1992 | [ 20 ] [ 21 ]       |
| Ruth Bader Ginsburg | Serviço Público | 1995 | [ 11 ] [ 15 ]       |
| Mikhail Gorbachev   | Serviço Público | 2000 | [ 22 ]              |
| Wayne Gretzky       | Esporte         | 1983 | [ 23 ]              |
| Audrey Hepburn      | Artes           | 1991 | [ 24 ]              |
| Steve Jobs          | Negócios        | 1982 | [ 25 ] [ 26 ]       |
| Coretta Scott King  | Serviço Público | 1997 | [ 1 ] [ 6 ]         |
| Ralph Lauren        | Negócios        | 1989 | [ 17 ]              |
| George Lucas        | Artes           | 1989 | [ 27 ]              |
| Mickey Mantle       | Esporte         | 1969 | [ 5 ]               |
| Larry Page          | Negócios        | 2004 | [ 5 ]               |
| Rosa Parks          | Serviço Público | 1995 | [ 27 ] [ 11 ]       |
| Shimon Peres        | Serviço Público | 2003 | [ 15 ]              |
| Steven Spielberg    | Artes           | 1986 | [ 28 ] [ 26 ]       |
| John Wayne          | Artes           | 1970 | [ 29 ] [ 15 ]       |
| Elie Wiesel         | Serviço Público | 1996 | [ 15 ] [ 16 ]       |
| Oprah Winfrey       | Negócios        | 1989 | [ 2 ] [ 15 ]        |
| Henry Winkler       | Artes           | 1980 | [ 30 ]              |